# Örsjön (Södra Hestra socken, Småland)
Örsjön är en sjö i Gislaveds kommun i Småland och ingår i Nissans huvudavrinningsområde. Sjön är 7,1 meter djup, har en yta på 1,28 kvadratkilometer och befinner sig 126 meter över havet. Sjön avvattnas av vattendraget Bäckåsabäcken. Vid provfiske har bland annat abborre, braxen, gädda och karpfisk (obestämd) fångats i sjön.

## Delavrinningsområde
Örsjön ingår i det delavrinningsområde (633631-134017) som SMHI kallar för Utloppet av Örsjön. Medelhöjden är 136 meter över havet och ytan är 6,91 kvadratkilometer. Det finns ett delavrinningsområde uppströms, och räknas det in blir den ackumulerade arean 15 kvadratkilometer. Bäckåsabäcken som avvattnar avrinningsområdet har biflödesordning 4, vilket innebär att vattnet flödar genom totalt 4 vattendrag innan det når havet efter 75 kilometer. Delavrinningsområdet består mestadels av skog (68 %). Avrinningsområdet har 1,28 kvadratkilometer vattenytor vilket ger det en sjöprocent på 18,5 %.

## Fisk
Vid provfiske har följande fisk fångats i sjön:
- Abborre
- Braxen
- Gädda
- Karpfisk obestämd
- Mört